# Stjärnsund
Stjärnsund és una localitat situada al Comtat de Dalarna, Suècia. L'any 2010 tenia 161 habitants.